# Alison Wall
Alison Wall (Auckland, 1966) é uma atriz neozelandesa. Ela é melhor conhecida por seu papel como Minya na série de TV Xena: Warrior Princess.

## Biografia

### Carreira
Alison é uma veterana na Comédia, pois participou e clássicos do gênero, como Issues, That Comedy Show e Comedy Central. Alison fez 5 participações na série de TV Xena: Warrior Princess como Minya, seu mais brilhante papel, e emprestou sua voz para Tethys / Mnemosyne no filme animado Hercules and Xena – The Battle for Mount Olympus, em 1998.

### Premiações
Recentemente, Alison foi eleita vencedora na cateoria Melhor Comediante numa votação feita pela revista TV Guide.

## Filmografia

### Atriz
- Xena: Warrior Princess (1997-2001)
- Young Hercules (1999)
- Channelling Baby (1999)
- Greenstone (1999)
- Hercules and Xena – The Battle for Mount Olympus (1998)
- More Issues (1992)
- Issues (1991)
- 1990: The Issues (1990)
- Funny Business (1987)
- Prisoners (1981)

### Designer
- Murder on the Blade (2003)

### Ela mesma
- Murder on the Blade
- Sunday News Give Us a Clue (1999)
- What Now? (1981)